# (3904) Honda
(3904) Honda es un asteroide perteneciente al cinturón de asteroides, descubierto el 22 de febrero de 1988 por Robert H. McNaught desde el Observatorio de Siding Spring, Nueva Gales del Sur, Australia.

## Designación y nombre
Designado provisionalmente como 1988 DQ. Fue nombrado Honda en honor al astrónomo japonés Minoru Honda.